# العلاقات الأنغولية الوسط إفريقية
العلاقات الأنغولية الوسط أفريقية هي العلاقات الثنائية التي تجمع بين أنغولا وجمهورية أفريقيا الوسطى.

## مقارنة بين البلدين
هذه مقارنة عامة ومرجعية للدولتين:
| وجه المقارنة                                              | أنغولا           | جمهورية أفريقيا الوسطى      |
| --------------------------------------------------------- | ---------------- | --------------------------- |
| المساحة (كم2)                                             | 1.25 مليون       | 622.98 ألف                  |
| عدد السكان (نسمة)                                         | 29.78 مليون      | 4.66 مليون                  |
| الكثافة السكانية (ن./كم²)                                 | 23.82            | 7.48                        |
| العاصمة                                                   | لواندا           | بانغي                       |
| اللغة الرسمية                                             | اللغة البرتغالية | لغة فرنسية، اللغة السانغوية |
| العملة                                                    | كوانزا أنغولي    | فرنك وسط أفريقي             |
| الناتج المحلي الإجمالي (بليون دولار)                      | 124.21 مليار     | 1.95 مليار                  |
| الناتج المحلي الإجمالي (تعادل القوة الشرائية) بليون دولار | 184.83 مليار     | 3.03 مليار                  |
| الناتج المحلي الإجمالي الاسمي للفرد دولار أمريكي          | 4.10 ألف         | 323                         |
| الناتج المحلي الإجمالي للفرد دولار أمريكي                 |                  | 594                         |
| مؤشر التنمية البشرية                                      | 0.533            | 0.350                       |
| رمز المكالمات الدولي                                      | +244             | +236                        |
| رمز الإنترنت                                              | .ao              | .cf                         |
| المنطقة الزمنية                                           | ت ع م+01:00      | ت ع م+01:00                 |

## منظمات دولية مشتركة
يشترك البلدان في عضوية مجموعة من المنظمات الدولية، منها:
| علم المنظمة | اسم المنظمة                                 | تاريخ انضمام أنغولا | تاريخ انضمام جمهورية أفريقيا الوسطى |
| ----------- | ------------------------------------------- | ------------------- | ----------------------------------- |
|             | البنك الإفريقي للتنمية                      | ?                   | ?                                   |
|             | الاتحاد الأفريقي                            | 11 فبراير 1979      | ?                                   |
|             | منظمة التجارة العالمية                      | ?                   | ?                                   |
|             | منظمة الشرطة الجنائية الدولية               | ?                   | ?                                   |
|             | منظمة حظر الأسلحة الكيميائية                | ?                   | ?                                   |
|             | مؤسسة التمويل الدولية                       | 19 سبتمبر 1989      | 1 أبريل 1991                        |
|             | يونسكو                                      | 11 مارس 1977        | 11 نوفمبر 1960                      |
|             | البنك الدولي للإنشاء والتعمير               | 19 سبتمبر 1989      | 10 يوليو 1963                       |
|             | مجموعة دول أفريقيا والكاريبي والمحيط الهادئ | ?                   | ?                                   |
|             | الأمم المتحدة                               | 1 ديسمبر 1976       | 20 سبتمبر 1960                      |
|             | مؤسسة التنمية الدولية                       | 19 سبتمبر 1989      | 27 أغسطس 1963                       |
|             | وكالة ضمان الاستثمار متعدد الأطراف          | 19 سبتمبر 1989      | 8 سبتمبر 2000                       |
|             | الاتحاد الدولي للاتصالات                    | 13 أكتوبر 1976      | 2 ديسمبر 1960                       |
|             | الاتحاد البريدي العالمي                     | ?                   | ?                                   |

## وصلات خارجية
- موقع وزارة الخارجية الأنغولية